# جيمس جاي
جيمس جاي (بالإنجليزية: James Jay)‏ هو سياسي أمريكي، ولد في 1732، وتوفي في 1815. انتخب عضو مجلس ولاية نيويورك.